# The Chorus Lady (film fra 1924)
The Chorus Lady er en amerikansk stumfilm fra 1924 af Ralph Ince.

## Medvirkende
- Margaret Livingston som Patricia O'Brien
- Alan Roscoe som Dan Mallory
- Virginia Lee Corbin som Nora O'Brien
- Lillian Elliott som Mrs. Patrick O'Brien
- Lloyd Ingraham som Patrick O'Brien
- Philo McCullough som Dick Crawford
- Eve Southern som Simpson
- Mervyn LeRoy som Duke